# Al-Manszúr abbászida kalifa
Al-Manszúr billáh (arab betűkkel المنصور بالله – al-Manṣūr billāh), eredeti nevén Abu Dzsaafar Abdalláh ibn Muhammad (arabul أبو جعفر عبد الله بن محمد – Abū Ǧaʿfar ʿAbdallāh ibn Muḥammad ; Humajma, 712 – 775. október 7.), Abu l-Abbász asz-Szaffáh bátyja volt az Abbászida-dinasztia második kalifája (uralkodott 754-től haláláig). Sok tekintetben nevezhetjük az Abbászida Kalifátus valódi megalapítójának: nevéhez fűződik az új főváros, Bagdad felépítése és a kalifátus megszilárdítása.
Uralkodói nevének (al-Manszúr) jelentése: „az Isten által megsegített”.

## Származása, hatalomra jutása
A bátyjához hasonló nevet viselő, berber rabnőtől származó Abdalláh ibn Muhammad a mekkai Kurajs törzshöz tartozó Hásim nemzetség sarja, Mohamed próféta al-Abbász nevű nagybátyjának ükunokája volt. Születésekor családja a mai Jordánia területén élt egy kicsiny, félreeső oázisban, Humajmában, de a 720-as évektől kezdve aktív propagandát folytattak a Damaszkuszban uralkodó, az iszlám előírásait gyakorta negligáló Omajjádok ellenében. Apjuk, Muhammad halála után fivérük, Ibráhím lett a mozgalom feje, de őt 747-es horászáni lázadásukat követően elfogták. Ibráhím nem Abu Dzsaafart, hanem a nála tíz évvel fiatalabb Abu l-Abbászt nevezte ki utódául, így ő vitte dicsőségre az abbászida forradalmat 750-ben.
Asz-Szaffáh négy évvel később bekövetkezett halála után bátyja vette át a trónt, noha nem minden ellenállás nélkül. Szíria kormányzója, Abu Dzsaafar nagybátyja, Abdalláh ibn Ali ugyanis magának követelte a kalifátust, és ehhez rendelkezésére állt az elhunyt Abu l-Abbász idején bizánci hadjáratra összegyűjtött hadsereg. Al-Manszúr azonban le tudta verni nagybátyját. A családban egy másik trónkövetelő is támadt egy unokatestvére, Ísza ibn Músza személyében, őt azonban azzal az ígérettel le tudta szerelni, hogy a trónöröklési rendben előírta: fia, Abu Abdalláh Muhammad után Íszára száll a trón. (Az al-Mahdi néven trónra lépő Muhammad később lemondatta Íszát erről az igényéről is.)

## Al-Manszúr kalifátusa

### Az új főváros
Az al-Manszúr (billáh), azaz „(Isten által) megsegített” nevet felvevő uralkodó első dolga volt elköltözni Kúfából, ahol részint a síita lázadások, részint saját fanatikus hívei, a rávandijja nyugtalanították. Első fővárosát Hásimijja névvel illette, de itt csak néhány évig tartózkodott, majd 762-ben parancsot adott a Bagdádz nevű perzsa falucska közelében, a Tigris partján a Béke Városa (Madínat asz-Szalám), a modern Bagdad 1258-ban elpusztult őse megépítésére. Ez a kör alaprajzú, fontos kereskedelmi utak metszéspontján – Szeleukeia–Ktésziphón közelében – felépült város eredetileg csak a kalifának, udvarának és hadseregének adott volna otthon, de az elkövetkező évszázadok során nem pusztán a birodalom központjává, hanem egyik legnagyobb városává, illetve kulturális és gazdasági központjává vált.

### A trón megszilárdítása
Al-Manszúrnak számos lázadással és egyéb veszélyforrással kellett felvennie a harcot. Uralkodása első évében nagybátyjával kellett leszámolnia, majd a mindenkori hatalommal időről időre szembeszegülő háridzsiták 755-756-ban Felső-Mezopotámia (Dzsazíra) vidékén lázadtak fel.
A kúfai vezírt, Abu Szalámát már asz-Szaffáh megölette, de a forradalom szervezésében szintén kulcsfontosságú szerepet játszó, veszélyes hatalomra szert tevő mervi Abu Muszlim kivégeztetése már al-Manszúr idejére esett 755-ben. Népszerűségét jól jelzi, hogy halála után vallási mozgalmak központi alakjává vált, és mindmáig a tádzsikok nemzeti hősének tartják. Már al-Manszúr uralkodása alatt kirobbant egyik követőjének szinkretisztikus jellegű mozgalma: Usztádszisz 768-ban kelt fel sikertelenül a központi hatalom ellen.
Az Abbászidákat az iszlám szellemiségével teljesen ellentétben álló módon istenítő rávandijját a kalifa erői számolták fel, és az nem is éledt többé újjá – nem így a síita mozgalom. A síiták csalódtak az Abbászidákban, akik azt ígérték nekik, hogy a „ház népét” (ahl al-bajt) juttatják hatalomra; azzal azonban a síita körök nem számoltak, hogy a család ebbe nem csak Ali ibn Abi Tálib leszármazottait, hanem önmagát is beleérti. Az is csak kevesek számára volt legitimáló erejű, hogy Ali egyik, nem Fátima az-Zahrától származó gyermeke, Muhammad ibn al-Hanafijja fia, Abu Hásim állítólag az Abbászidákat jelölte ki a család fejéül. Mindennek az lett a következménye, hogy a kalifátus üldözni kezdte az Alidákat.
A legnagyobb síita lázadást al-Manszúr idején al-Haszan imám dédunokája, a követői által csak „Tiszta Léleknek” (an-Nafsz az-Zakijja) nevezett Muhammad ibn Abdalláh robbantotta ki Medinában 762-ben hosszas, széles körre kiterjedő konspirációt követően. A Hidzsáz azonban rossz választás volt, mivel már vagy száz éve minden katonai és gazdasági jelentőségét elveszítette, ráadásul a mozgalom szedett-vedett lázadói sem vehették fel a versenyt a kalifa horászáni gárdájával. Eközben Muhammad fivére, Ibráhím Baszrában és a dél-iráni Huzisztánban robbantott ki felkelést, de tétovázása miatt rövidesen őt is leverték.
Ezzel hosszú időre sikerült elcsendesíteni az Alidákat támogató síitákat, akiknek a később tizenkettes síában dominánssá váló, al-Huszajntól származó ága ebben az időben a rejtőzés (takijja) mellett tett hitet. Egyes híresztelések szerint mindazonáltal a békésen elvonult, minden felkeléstől tüntetőleg távol maradó hatodik imám, a tudományos munkásságáért szunniták által is nagyra becsült Dzsaafar asz-Szádik 765-ben szintén al-Manszúr parancsára lett mérgezés áldozata.

### A kalifai hatalom visszaszorulása nyugaton
Az arabok egyik legutolsó hódítása az Ibériai-félsziget volt. Ez a terület teljességgel kívül állt a bagdadi kalifátus hatókörén – ahogy Egyiptomtól nyugatra egész Észak-Afrika, azaz Ifríkija is –, így az egyik életben maradt omajjád, bizonyos Abd ar-Rahmán 755-ben ide menekült, és 756-ban az emíri címet felvéve függetlenedett az Arab Birodalomtól. Al-Manszúr ez ellen nem tehetett sokat, és hiába próbálkozott Abd ar-Rahmán családjában intrikákat szőni: nem sikerült elpusztítania a Córdobai Emírséget. Ezen próbálkozásával rövidesen kénytelen is volt felhagyni, mivel szembesülnie kellett azzal, hogy a Hispániánál közelebbi területeket sem tartja igazán a kezében. Ebben az időben ugyanis számos háridzsita menekült Észak-Afrika félreesőbb vidékeire, köztük bizonyos Ibn Rusztam, aki 771–772-ben megtámadta az ifríkijai térség központjának számító Kairuánt. Al-Manszúr még meg tudta védeni itteni birtokait, de utódai rövidesen az egész magribi térséget elveszítették, és 800-ban még Ifríkijáról is lemondtak.

### Vallási fejlemények
Al-Manszúr uralkodása alatt tevékenykedett két vallásjogi iskola (madzhab) alapítója is. A medinai Málik ibn Anasz, a málikiták szellemi atyja, a jeles hadísztudós eleinte támogatta an-Nafsz az-Zakijját, és inkább csak al-Manszúr utódai alatt közeledett a központi hatalomhoz. A kúfai perzsa származású kereskedő, Abu Hanífa vele ellentétben különösen erős szálakkal kötődött a bagdadi kalifátushoz, és a birodalom számára megfelelő, meglehetősen pragmatikus álláspontot képviselt, amelyben mind az analógiás gondolkodás (kijász), mind a személyes értelmezésre való törekvés (idzstihád) megengedett volt az ulema számára az ítélkezésben – nem véletlen, hogy a későbbi nagy szunnita birodalmak, így a Mamlúk és az Oszmán Birodalom szintén a hanafita tanítások mellett kötelezte el magát. Mindezekkel párhuzamosan a 774-ben elhunyt Abd ar-Rahmán al-Auzái omajjád közegben kialakított nézetrendszere hitelét vesztve fokozatosan elvesztette népszerűségét, és a 9. századra elhalt.
Al-Manszúr egyébként mélyen vallásos és rendkívül erkölcsös ember volt, palotájában nem tűrt meg játékot, zenét vagy táncot; a halál is zarándoklatán érte. Szintén a kalifa haragjának esett áldozatul 756 körül az eretnekséggel – manicheizmussal, ld. zindík – megvádolt Ibn al-Mukaffa, a híres Kalíla és Dimna arabra fordítója, azaz az első ismert arab nyelvű prózai munka alkotója is.

### Kulturális viszonyok
Al-Manszúr korának és udvarának legjelesebb költője az Omajjádok idejében indult Mutí ibn Ijász volt, aki meglehetősen léha életvitelt folytatott. Fiatalabb kortársa volt az al-Manszúr utódja által eretnekség vádjával kivégeztetett Bassár ibn Burd, akivel a suúbijja mozgalma kezdte szárnyait bontogatni. A suúbijja (szó szerint „népiesség”) azután bontakozott ki, hogy az abbászida forradalmat követően a maváli jogilag hivatalosan is egyenlővé vált az arab muszlimokkal, és a kalifátus Irakba településével jelentős mértékben perzsa befolyás alá került. A suúbijja lényege, hogy a nem arab muszlimok bírálták az arabokat azok elmaradottsága, kulturális fejletlensége miatt. Elsősorban a perzsák köréből ismert, de számos más népcsoport körében kibontakozott (például a berberek vagy a feketék között Afrikában, majd a mind növekvő számban betelepülő törököknél Ázsiában).
Mindeközben a tudományok fejlődése is töretlen maradt. Al-Manszúr és utódja idején tevékenykedett al-Halíl ibn Ahmad al-Faráhídi, aki egyrészt grammatikusként, másrészt a klasszikus arab verstan (arúd) megalkotójaként vonult be a tudománytörténetbe. Az ő tanítványa volt Szíbavajhi, a legnagyobb arab grammatikusok egyike.